# Puente Nacional
Puente Nacional est une ville du département de Santander en Colombie.